# Aigonnay
 Aigonnay  es una población y comuna francesa, en la región de Poitou-Charentes, departamento de Deux-Sèvres, en el distrito de Niort y cantón de Celles-sur-Belle.

## Demografía
| 449 | 419 | 371 | 384 | 397 | 449 |
| Para los censos de 1962 a 1999 la población legal corresponde a la población sin duplicidades (Fuente: INSEE [Consultar]) |     |     |     |     |     |